# Ensenada
Ensenada ist eine Stadt im mexikanischen Bundesstaat Baja California mit etwa 279.765 Einwohnern (Stand 2010; 2005: 260.075) und Sitz des Municipio Ensenada mit 466.000 Einwohnern.
Ensenada liegt etwa 130 Kilometer südlich der mexikanisch-US-amerikanischen Grenze bei Tijuana/San Diego an der Pazifikküste.
Die Stadt wurde 2015 im Rahmen des UNESCO-Projekts Creative Cities Network als UNESCO City of Gastronomy ausgezeichnet.
Seit 2007 ist Ensenada Sitz des römisch-katholischen Bistums Ensenada. Die Kathedrale ist Unserer Lieben Frau von Guadalupe geweiht.

## Geschichte
Das Gebiet des heutigen Ensenada wurde erstmals 1542 von dem unter spanischer Flagge fahrenden Portugiesen Juan Rodríguez Cabrillo erreicht, der ihm den Namen San Mateo gab. 60 Jahre später, im Jahr 1602 erreichte der Spanier Sebastián Vizcaíno erneut den Ort und nannte ihn Ensenada de Todos Los Santos (die Bucht aller Heiligen).

## Klima
|                        | Jan  | Feb  | Mär  | Apr  | Mai  | Jun  | Jul  | Aug  | Sep  | Okt  | Nov  | Dez  |   |      |
| Mittl. Temperatur (°C) | 13,6 | 14,0 | 14,6 | 15,7 | 17,2 | 18,8 | 20,9 | 22,0 | 21,3 | 18,9 | 16,1 | 13,7 | ⌀ | 17,2 |
| Mittl. Tagesmax. (°C)  | 19,7 | 20,0 | 20,1 | 21,0 | 21,8 | 23,0 | 25,2 | 26,3 | 26,2 | 24,5 | 22,3 | 20,0 | ⌀ | 22,5 |
| Mittl. Tagesmin. (°C)  | 7,5  | 8,0  | 9,0  | 10,5 | 12,6 | 14,5 | 16,7 | 17,7 | 16,4 | 13,3 | 9,9  | 7,5  | ⌀ | 12   |
|                        |      |      |      |      |      |      |      |      |      |      |      |      |   |      |
| Niederschlag (mm)      | 50,1 | 50,2 | 50,5 | 21,0 | 3,9  | 1,1  | 0,8  | 1,8  | 4,1  | 12,2 | 26,1 | 36,2 | Σ | 258  |
|                        |      |      |      |      |      |      |      |      |      |      |      |      |   |      |
| Regentage (d)          | 6,0  | 6,0  | 6,0  | 3,9  | 1,5  | 0,7  | 0,6  | 0,6  | 1,2  | 1,8  | 3,4  | 5,3  | Σ | 37   |
|                        |      |      |      |      |      |      |      |      |      |      |      |      |   |      |
| Luftfeuchtigkeit (%)   | 80   | 78   | 79   | 81   | 82   | 83   | 83   | 83   | 83   | 82   | 78   | 78   | ⌀ | 80,9 |

| 7,5 |

| 8,0 |

| 9,0 |

| 10,5 |

| 12,6 |

| 14,5 |

| 16,7 |

| 17,7 |

| 16,4 |

| 13,3 |

| 9,9 |

| 7,5 |

| 7,5 |

| 8,0 |

| 9,0 |

| 10,5 |

| 12,6 |

| 14,5 |

| 16,7 |

| 17,7 |

| 16,4 |

| 13,3 |

| 9,9 |

| 7,5 |

## Wirtschaft und Infrastruktur
- Um Ensenada befindet sich das der Menge nach bedeutendste Weinbaugebiet Mexikos. Siehe auch → Weinbau in Mexiko
- Ensenada ist ein bedeutender Seehafen an der amerikanischen Küste des Pazifiks.[4]
- Durch die Stadt führt die 1711 Kilometer lange mexikanische Bundesfernstraße Carretera Federal 1, die von Tijuana im Norden kommend die ganze Halbinsel Niederkalifornien durchquert und im äußersten Süden in Cabo San Lucas endet.
- Etwa zehn Kilometer südlich der Stadt befindet sich der Flughafen Ensenada (IATA-Code: ESE)
- In Ensenada liegt das Centro de Investigación Científica y de Educación Superior de Ensenada (CICESE), eine bekannte öffentliche Universität Mexikos. Auch die Autonome Universität von Baja California (UABC) hat einen Campus in Ensenada.
- Der Musikinstrumentenhersteller Fender betreibt in Ensenada einen Produktionsstandort.

## Sport
Ensenada ist Startpunkt der Rallye Baja 1000, die nach mindestens 1000 Meilen in Cabo San Lucas im äußersten Süden von Baja California endet und im November durchgeführt wird. Ebenfalls hier startet auch die Baja 500, die aber nach höchstens 500 Meilen wieder in Ensenada endet. Sie wird im Juni durchgeführt.

## Städtepartnerschaften
Partnerstädte von Ensenada sind
- Downey
- Riverside
- Redondo Beach
- Montebello
- Newport Beach
- Parlier

alle in Kalifornien, USA
sowie
- Almería in Spanien

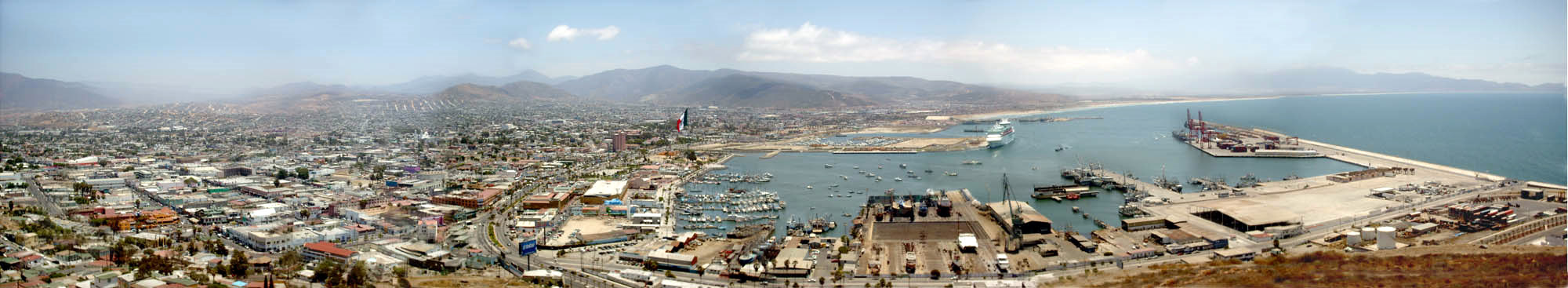
Blick über den Hafen auf die Stadt Ensenada

- Taizhou in der Volksrepublik China

## Söhne und Töchter der Stadt
- Nigel Bruce (1895–1953), britischer Schauspieler
- Herminio Masantonio (1910–1956), argentinischer Fußballspieler
- Adolfo Belmonte (* 1945), Radrennfahrer
- Raúl Ramírez (* 1953), mexikanischer Tennisspieler
- Isaac Del Toro (* 2003), Radrennfahrer